# Benasque
Benasque (im örtlichen Dialekt Patués: Benás) ist eine spanische Gemeinde in der Provinz Huesca in der Autonomen Region Aragón. Sie gehört zum Gerichtsstand von Boltaña und zum Landkreis Ribagorza. Benasque hat 2.362 Einwohner (Stand: 2024).

## Geografie
Benasque liegt in den Pyrenäen im Nordosten der Provinz Huesca, etwa 140 km von der Hauptstadt Huesca entfernt. Der Fluss Ésera fließt durch das Dorf.

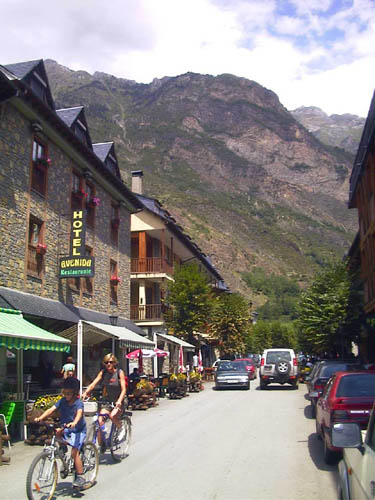
Avenida de los Tilos (2005)
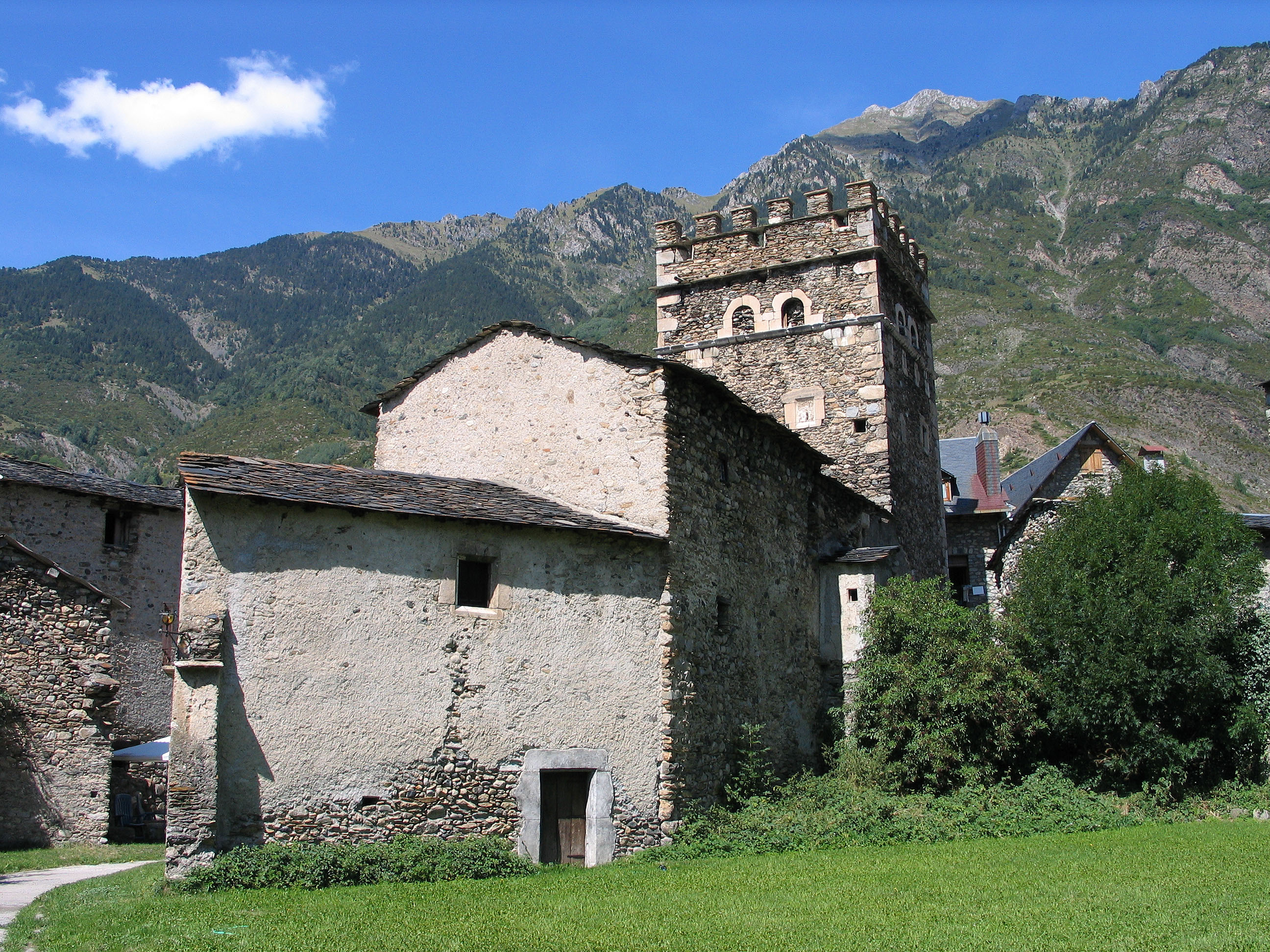
Torre de los Infanzones (Casa Juste)
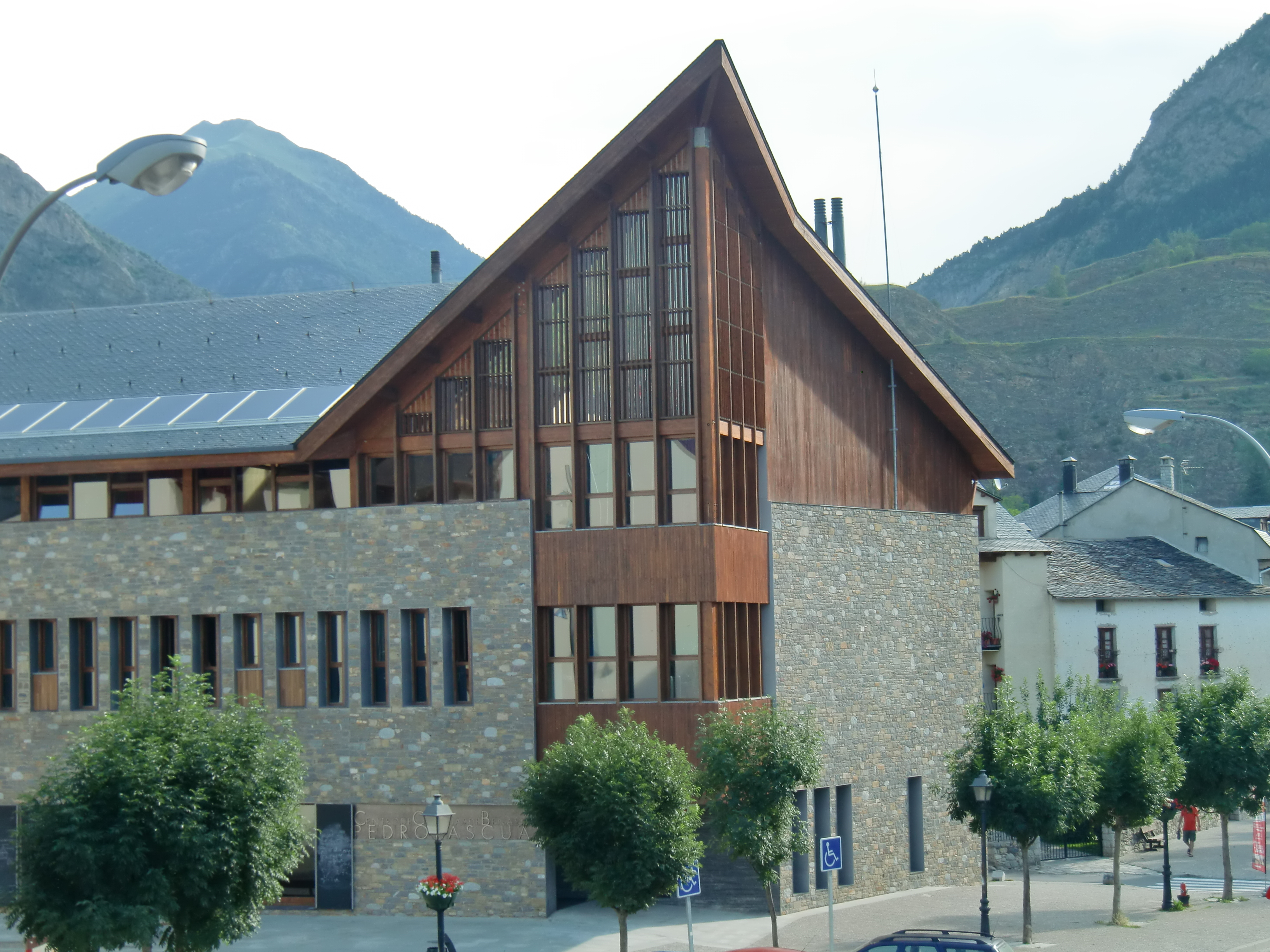
Centro de Ciencias de Benasque Pedro Pascual (2015)
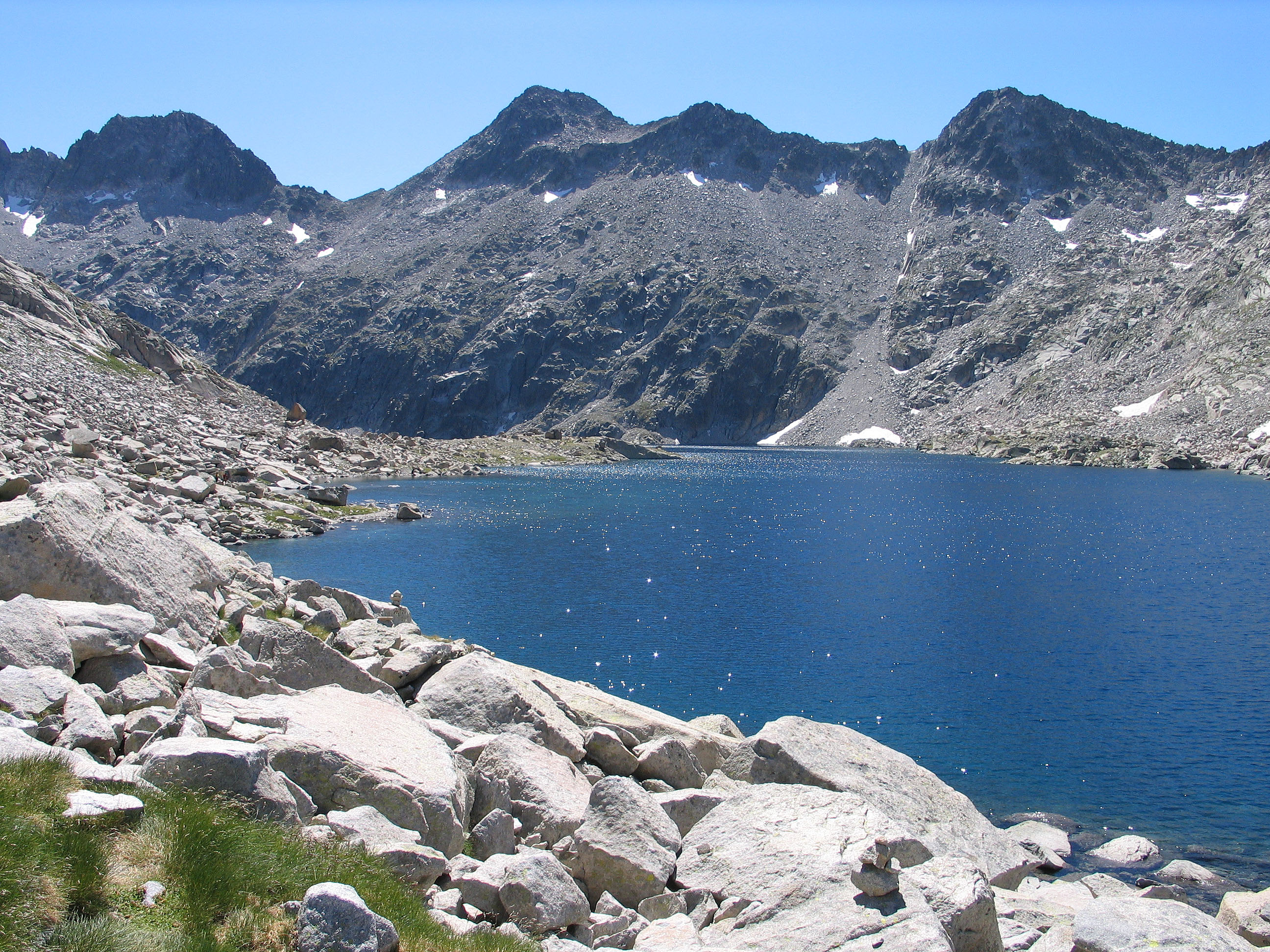
Ibón de Cregüeña
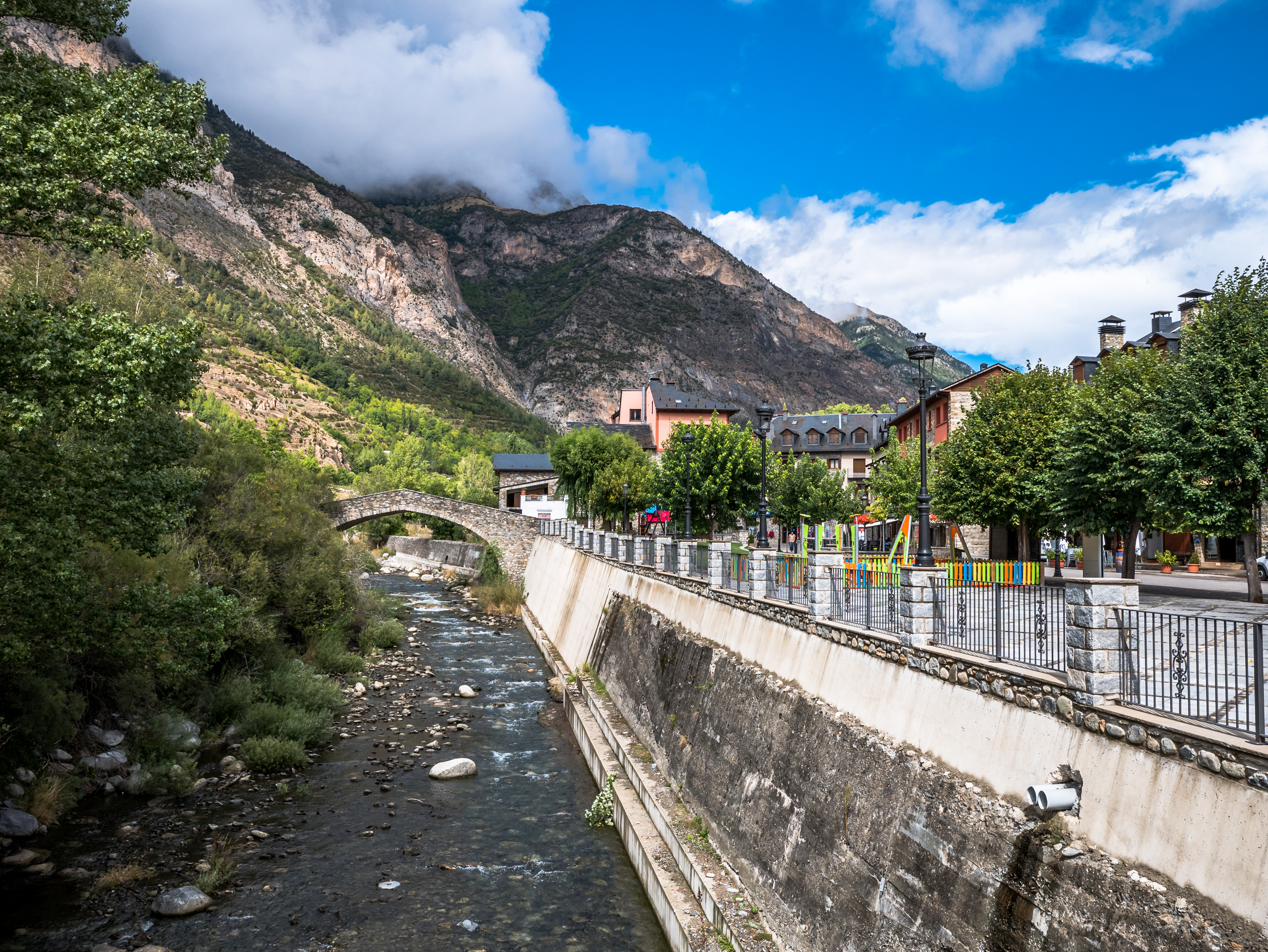
Ésera in Benasque
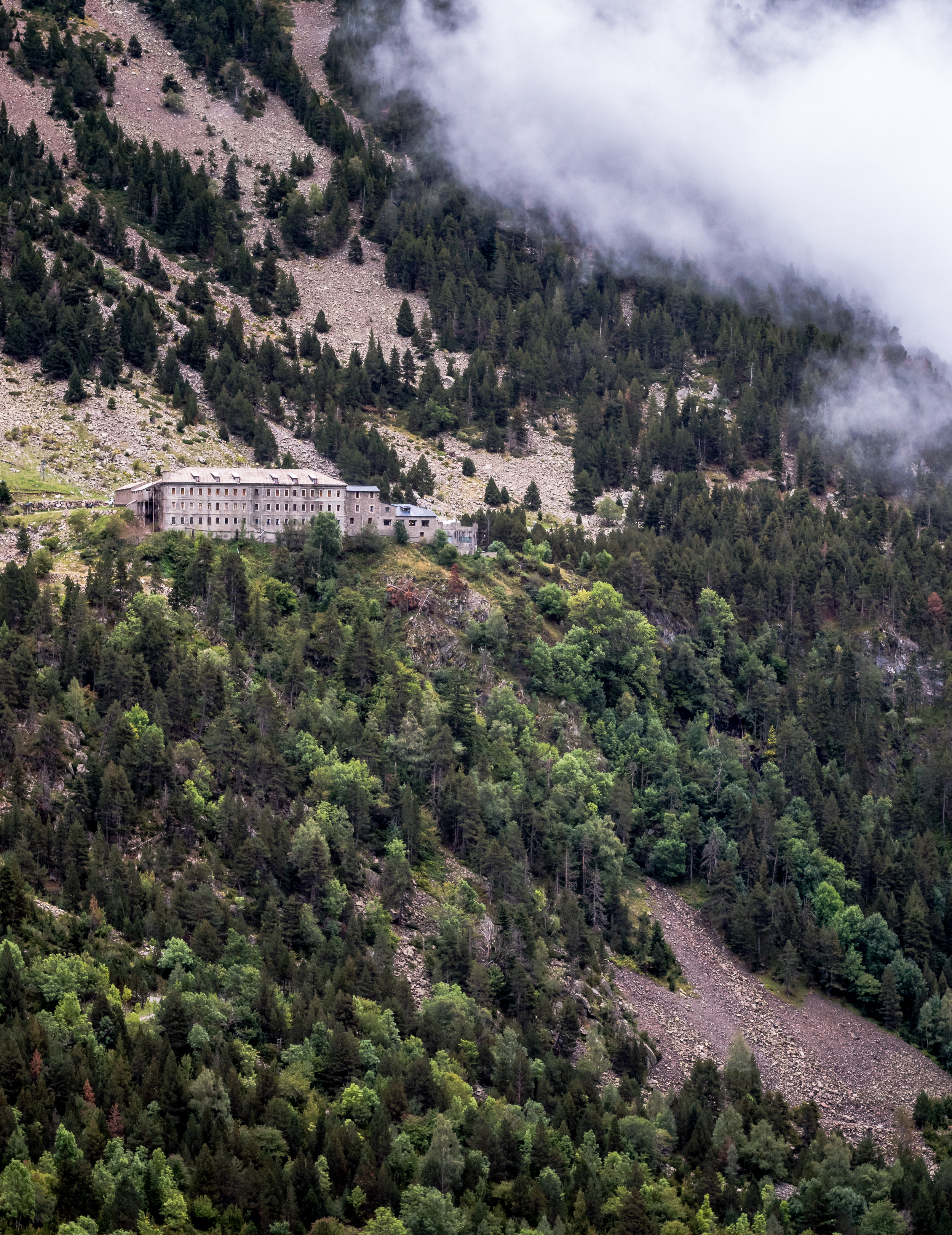
Kurhaus Baños de Benasque
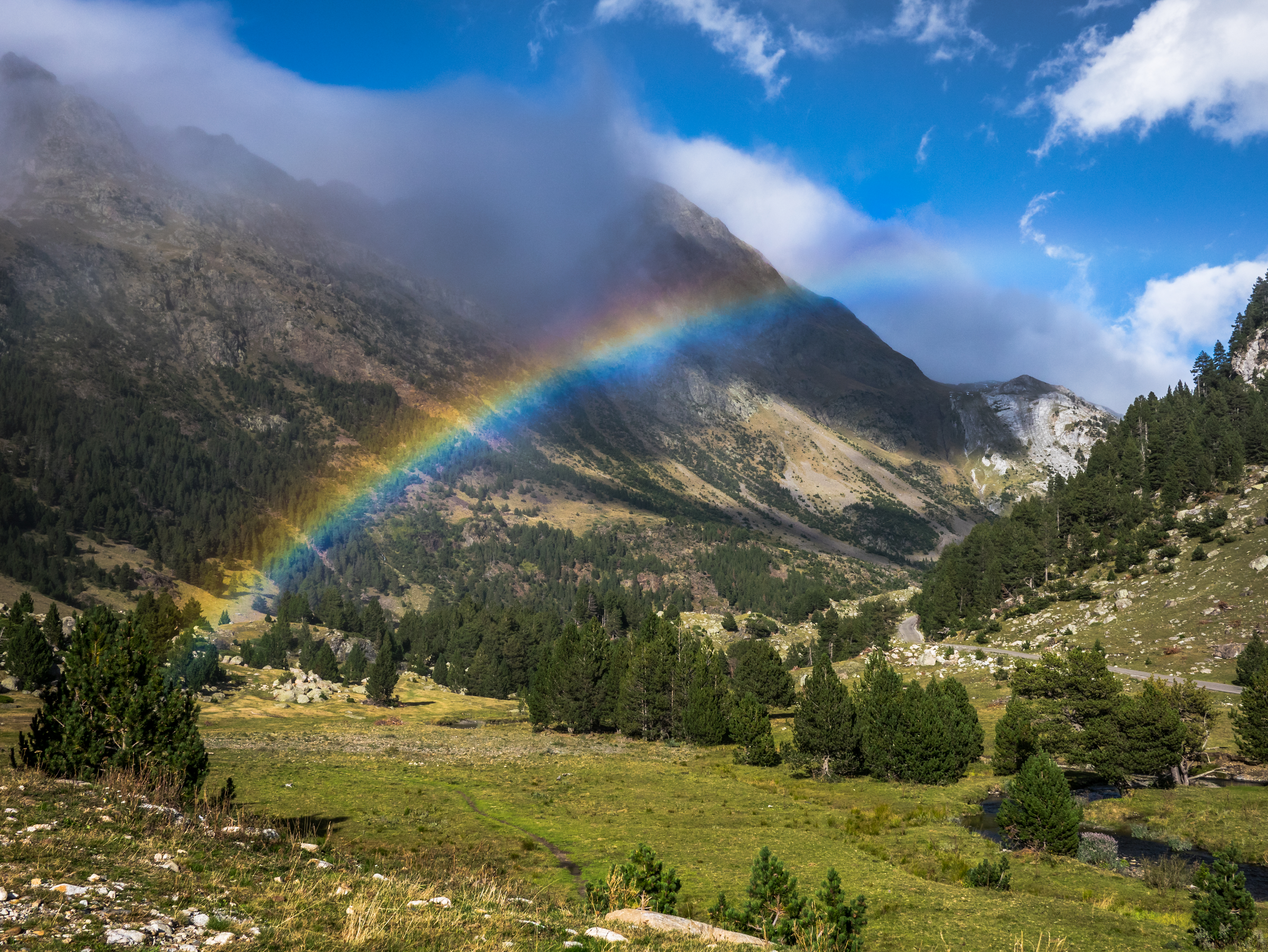
Llanos del Hospital